# Bateria Bogdanka
Bateria Bogdanka (oryg. Batterie Bogdanka) – nieistniejąca stała działobitnia artyleryjska zlokalizowana dawniej w Poznaniu, w dolinie Bogdanki, na obecnym południowym brzegu jeziora Rusałka. Wielkością dorównywała pozostałym fortom pośrednim Twierdzy Poznań.
Dzieło powstało około 1890 w celu wypełnienia luki o długości 2,25 km, jaka powstała w pierścieniu poznańskich fortów na linii doliny Bogdanki, pomiędzy fortami VIa i VII. Głównym elementem obronnym był trapezowy wał ziemny otwarty od tyłu, tj. od strony miasta. Poza wałem ulokowano cztery stanowiska artyleryjskie, które rozdzielono poprzecznicami. Po obu stronach dzieła znajdowały się schrony dla żołnierzy zbliżone do remiz artyleryjskich znanych z innych poznańskich fortów. Przedstok zabezpieczały zasieki z drutu kolczastego.
Obecnie po działobitni nie ma śladów w terenie, a narys fortyfikacji zachował się jedynie w układzie parcel. Szczegółowy wygląd baterii nie jest znany, ponieważ została ona uwieczniona tylko na jednym zdjęciu lotniczym z okresu I wojny światowej.